# 1650 год в литературе

## Книги
- Вышло произведение Мадлен де Скюдери и Жоржа де Скюдери «Артамен, или Великий Кир» (Artamene ou le Grand Cyrus, в десяти томах)
- Опубликован трактат по алхимии «Fasciculus Chemicus» Элиаса Эшмола
- Опубликована книга Франсиско де Кеведо «La hora de todos y la fortuna con seso» («Час воздаяния, или разумная Фортуна»).
- Опубликована книга стихов «Антиподный брак» («Antypasty małżeńskie») Иеронима Морштына
- Вышла анонимно единственная прижизненная книга стихов «Десятая Муза, появившаяся недавно в Америке» Анны Брэдстрит
- Эндрю Марвелл опубликовал книгу «Горацианская ода по возвращении Кромвеля из Ирландии»
- Джон Мильтон опубликовал памфлет «Pro populo Anglicano defensio»
- Работа Жиля Менажа «Происхождение французского языка» (Les Origines de la langue française)

## Пьесы
- Пьеса Франсуа де Буаробер «Ревность к самой себе» (La Jalouse d’elle-même)
- Пьеса Абрахама Каули «Хранитель» (The Guardian)
- Пьеса Франсиско де Рохаса Соррилья «Del rey abajo, ninguno»
- Трагедия Пьера Корнеля «Андромеда» (Andromède)
- Героическая комедия Пьера Корнеля «Дон Санчо из Арагона» (Don Sanche d’Aragon)
- Комедия «Les Academiciens» Шарля де Сент-Эвремона

## Родились
- 3 января — Эрнст Ланге, немецкий религиозный деятель и поэт (ум. 1727).
- май — Жан Палапра, французский драматург (ум. 1721).
- 23 сентября — Джереми Кольер, английский теолог, критик (ум. 1726).
- Франсуа Нодо, французский писатель (ум. 1710).
- Маттиас Саламниус, финский священник, поэт, переводчик (ум. 1791).
- Тасир Тебризи, поэт XVII—XVIII веков, творивший на азербайджанском и персидском языках, автор масневи, газелей и рубаи (ум. 1717).
- Ахмед Хани, курдский поэт, философ и мыслитель, написавший поэму «Мам и Зин» (ум. 1708).
- Чжан Чао, китайский интеллектуал, автор сборника афоризмов «Тени глубокого сна» (ум. 1707).

## Умерли
- 11 февраля — Рене Декарт, французский философ (род. 1596).
- 13 июня — Франц Кристоф Кевенхюллер, историограф императора Фердинанда II, писатель (род. 1588).
- 28 июня — Жан Ротру, французский поэт и драматург (род. 1609).
- 30 июня — Никколо Кабео, итальянский философ (род. 1586).
- 25 октября — Франческо Кварезми, итальянский религиозный деятель, монах, историк, духовный писатель (род. 1583).
- 28 декабря — Бартол Кашич, хорватский средневековый филолог, писатель и переводчик, автор первой хорватской грамматики (род. 1575).
- Уильям Босуорт, английский поэт (род. 1607).
- Гендрик Гондиус I, нидерландский издатель (род. 1573).
- Клод де Мем д’Аво, французский дипломат и литератор (род. 1595).
- Ибрахим Печеви, османский историк-хронист, автор труда, известного под названием «История Печеви» (род. 1574).
- Адам Траян, чешский проповедник и писатель (род. 1586).
- Тукарам, индуистский поэт (род. 1608).
- Клод Фавр де Вожла, один из законодателей французского классицизма XVII века в области литературного языка, руководил составлением академического словаря (род. 1585).
- Томас Хейвуд, английский драматург (род. около 1575)